# Paraphrases of Erasmus

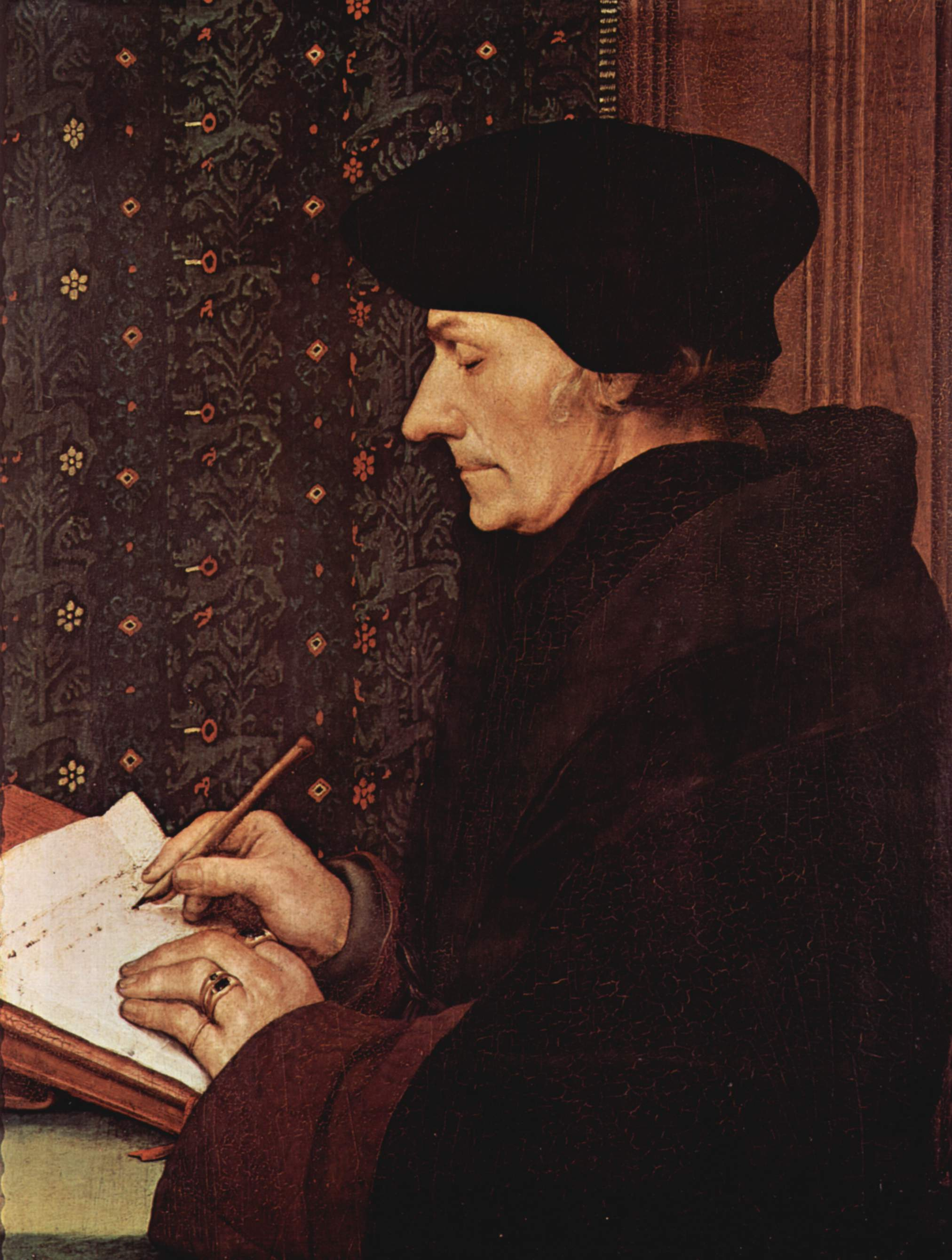
Portrait of Erasmus von Rotterdam by Hans Holbein the Younger (first quarter of 16th century, Louvre, Paris)

As paráfrases (em inglês: Paraphrases of Erasmus) eram paráfrases da Bíblia latina, reescritas dos Evangelhos por Erasmo de Roterdã. Composto entre 1517 e 1524, Erasmo ocasionalmente os revisou até sua morte em 1536.
Em 1547, Eduardo VI da Inglaterra ordenou que uma versão em inglês fosse exibida em todas as igrejas paroquiais. A tradução foi supervisionada por Nicholas Udall, com a futura rainha Mary, meia-irmã de Eduardo, contribuindo.

## Histórico de composição e publicação
Erasmo começou a publicar as Paráfrases em língua latina com as Epístolas Paulinas. A paráfrase de Romanos foi publicada em quarto pelo impressor flamengo Dirk Martens em Louvainem novembro de 1517 e reimpressa pelo amigo de Erasmo, Johann Froben, em janeiro do ano seguinte. Vendeu bem e logo foi reimpresso em octavo.
Coríntios (ambas as epístolas) foi publicado por Martens em fevereiro de 1519 e reimpresso em Basel por Froben em março. Gálatas apareceu mais tarde naquele ano, com edições de ambas as editoras. As epístolas restantes foram publicadas em 1520 e 1521, sendo a última a aparecer em Hebreus.

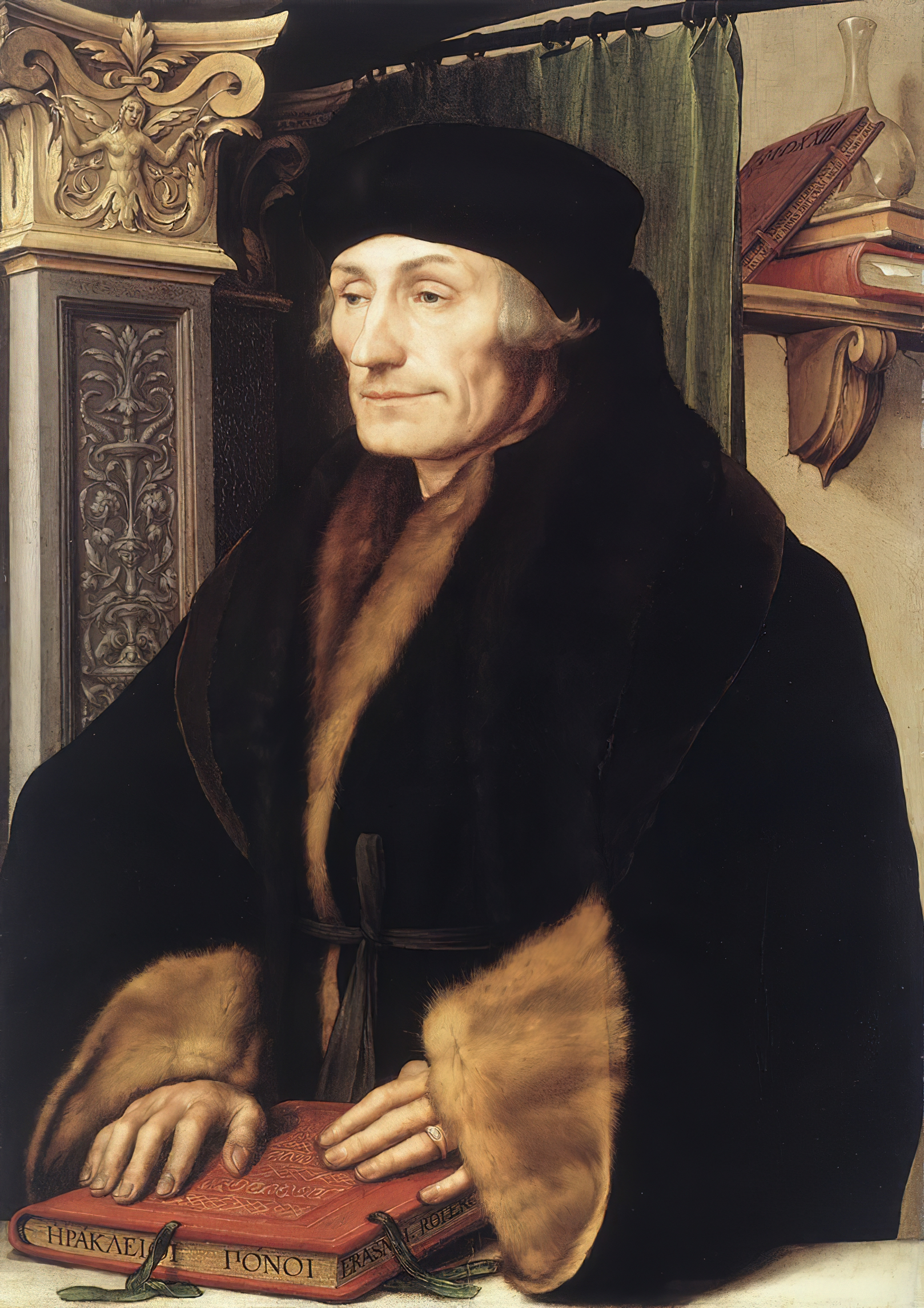
Retrato de Desidério Erasmo de Roterdã com a Pilastra Renascentista de Hans Holbein, o Jovem (1523, National Gallery, Londres)

No outono de 1521, Erasmo mudou-se de Louvain para Basel, e desde então Froben publicou as primeiras edições das Paráfrases restantes. Erasmo voltou-se para os Evangelhos: Mateus aparecendo em março de 1522 (em fólio e em octavo a partir de agora não há mais quartos), João em fevereiro (In-fólio) e março (oitavo) de 1523, Lucas em agosto de 1523 e Marcos no início 1524 (com uma página de rosto datada de 1523). Os Atos seguiram-se rapidamente, sendo a cópia da dedicatória datada de 13 de fevereiro de 1524.
Froben publicou uma edição completa em dois volumes: o primeiro, "um robusto volume in-oitavo de 400 folhas datado de 1523 e chamado Tomus secundus", continha as Epístolas, e o Tomus primus contendo os Evangelhos e Atos apareceu no ano seguinte.
As Paráfrases foram reeditadas em vários formatos e combinações durante as décadas seguintes; Roger Mynors escreve: "Quando alguém se depara com uma dessas edições em fólio, deve-se lembrar que um comprador as veria como compostas de partes separáveis, das quais os conjuntos poderiam ser compostos de qualquer maneira que a oferta ditasse".

## História da tradução para o inglês
Eduardo VI da Inglaterra ordenou que as Paráfrases fossem colocadas "em algum lugar conveniente" para leitura em todas as igrejas paroquiais. A ordem estava nas Injunções de Eduardo de 1547.
Uma tradução para o inglês, supervisionada por Nicholas Udall, foi feita quase imediatamente, com a futura rainha Maria, meia-irmã de Eduardo, realizando a tradução do Evangelho de João. Como Eduardo tinha apenas dez anos na época (embora já fosse protestante), é provável que a elevação do texto de Erasmo tenha ocorrido por influência de um de seus tutores ou Thomas Cranmer.